# Gypona quadra
Gypona quadra är en insektsart som beskrevs av Delong 1981. Gypona quadra ingår i släktet Gypona och familjen dvärgstritar. Inga underarter finns listade i Catalogue of Life.